# ミヤマニガイチゴ
ミヤマニガイチゴ（深山苦苺、学名: Rubus subcrataegifolius）はバラ科キイチゴ属に分類される落葉低木。

## 特徴
落葉広葉樹の低木。茎は高さ1メートル (m) に達し、茎や枝は無毛であるが、全体に小さな刺がまばらにある。葉は長さ3 - 8センチメートル (cm) の葉柄をもって互生する。葉は単葉で3裂するが、しない場合もある。葉身は長卵形で長さ4 - 10 cm、中央の裂片は大きく長く、先端はとがり、基部は切形または心形で、縁は重鋸歯になる。葉の裏面は粉白色を帯び、葉脈と葉柄に刺がある。秋には紅葉し、葉が真っ赤に染まる。
花期は5 - 6月。前年枝の葉脈から長さ7 - 10 cmの花枝を出し、3 - 4個の小さな葉をつけ、1 - 4個の花をつける。花は径2 - 2.5 cmになる白色の5弁花で、長さ1 - 4 cmの小花柄がある。花後8 - 9月、果実は径1 - 1.5 cmの球形になって赤色に熟す。

## 分布と生育環境
日本特産で、北海道から本州の近畿地方の山地や高山に分布する。ニガイチゴが生育する場所より高い場所、ブナ帯林の山地の林縁など日当たりのよい場所に生育する。

## ギャラリー
- 果実は食用になる。